# Нганкам, Джессик
Джессик Гайтан Нганкам (фр. Jessic Gaïtan Ngankam; род. 20 июля 2000, Берлин) — немецкий футболист, нападающий клуба «Айнтрахт» (Франкфурт).

## Клубная карьера
Уроженец Берлина, Нганкам с шестилетнего возраста тренировался в футбольной академии «Герты». 16 мая 2020 года дебютировал в основном составе «Герты» в матче немецкой Бундеслиги против «Хоффенхайма».

## Карьера в сборной
В 2017 году в составе сборной Германии до 17 лет был включён в заявку и сыграл на юношеском чемпионате мира в Индии. Провёл на турнире 4 матча.
В 2018 году трижды сыграл в составе сборной Германии до 18 лет.

## Личная жизнь
Нганкам родился в Германии в семье выходцев из Камеруна. Его старший брат Руссель также является профессиональным футболистом.